# Jesenice (gmina Brežice)
Jesenice – wieś w Słowenii, w gminie Brežice. W 2018 roku liczyła 223 mieszkańców.